# آدالتو باتیستا دا سیلوا
آدالتو باتیستا دا سیلوا (به پرتغالی: Adalto Batista da Silva) مدافع اهل برزیل است که در شهر Votuporanga و در تاریخ ۳۰ اوت ۱۹۷۸ به دنیا آمده‌است.
آدالتو باتیستا دا سیلوا در تیم‌های فوتبال América de Natal سابقهٔ حضور دارد.